# 中津山 (徳島県)
中津山（なかつさん）は、徳島県三好市に位置する祖谷山系に属する標高1,446.8mの山である

## 地理
旧三好郡池田町と同郡西祖谷山村の境界に位置。剣山国定公園に含まれる。祖谷山系の西端にあって中津富士とも呼ばれ、信仰の山として知られる。祖谷川を挟んで国見山と対し、東は松尾川を挟んで腕山と相対している。
松尾川の清流沿いには鳥獣保護区に指定されている竜ヶ岳と呼ぶ大断崖が連なり、紅葉時の眺めは圧巻である。
山頂には小さな池と中津神社がある。戦国期には松尾瀬戸佐久という落武者が来て、麓の松尾村（現在の三好市池田町松尾）を開いた。その人が中津大明神を創立したという説がある。

## ギャラリー

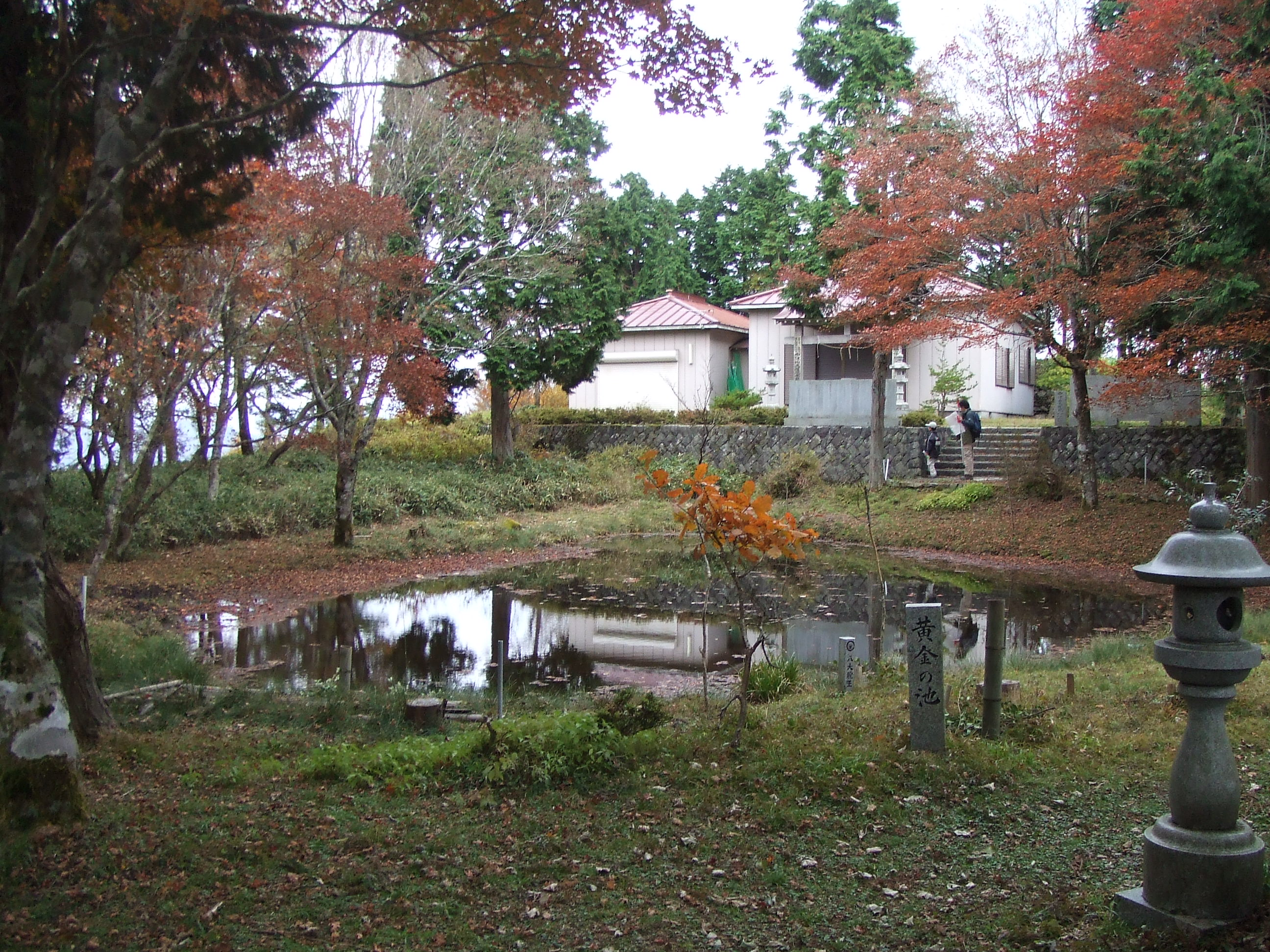
山頂にある黄金の池
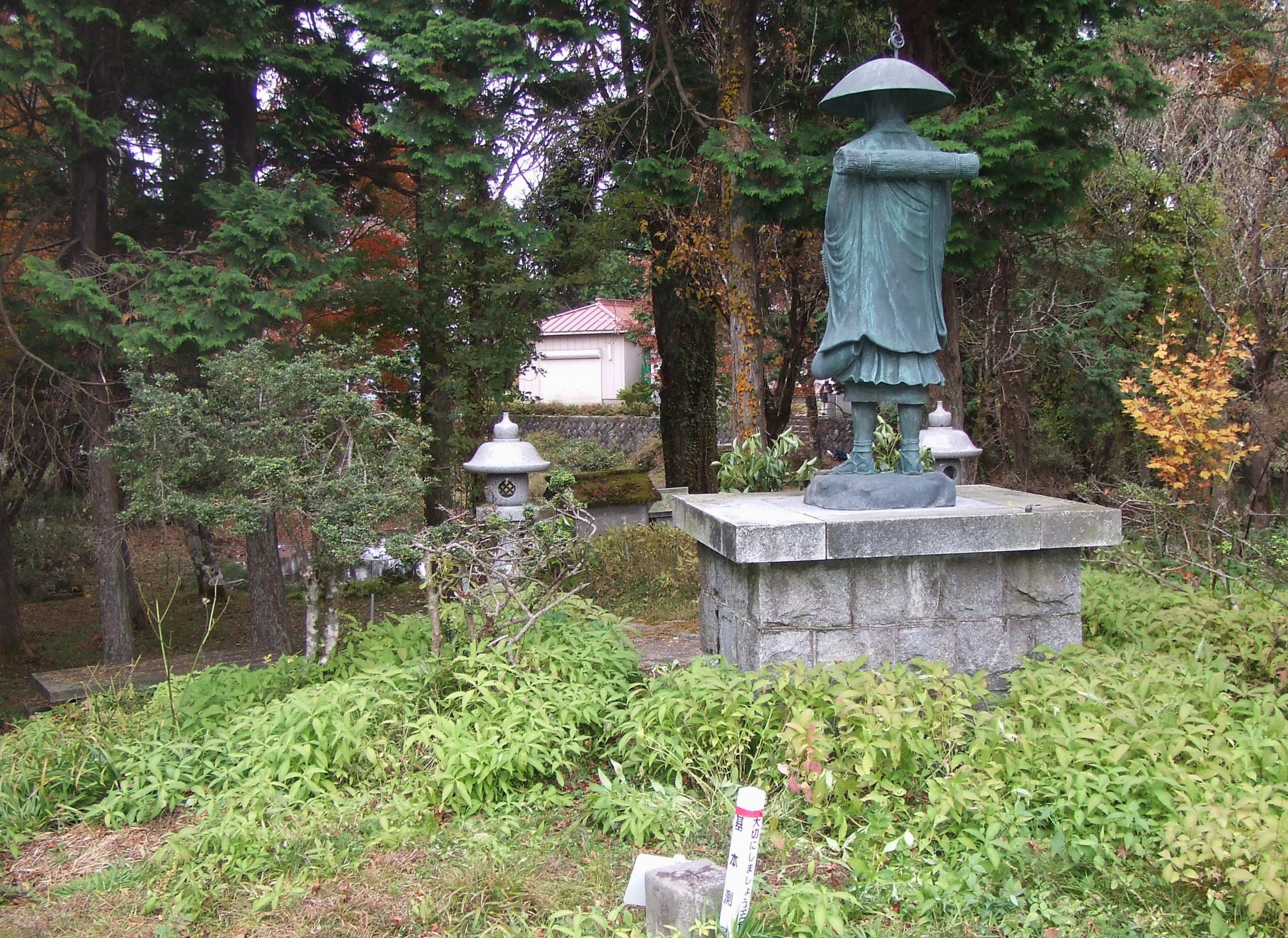
頂上